# Olga Petersen

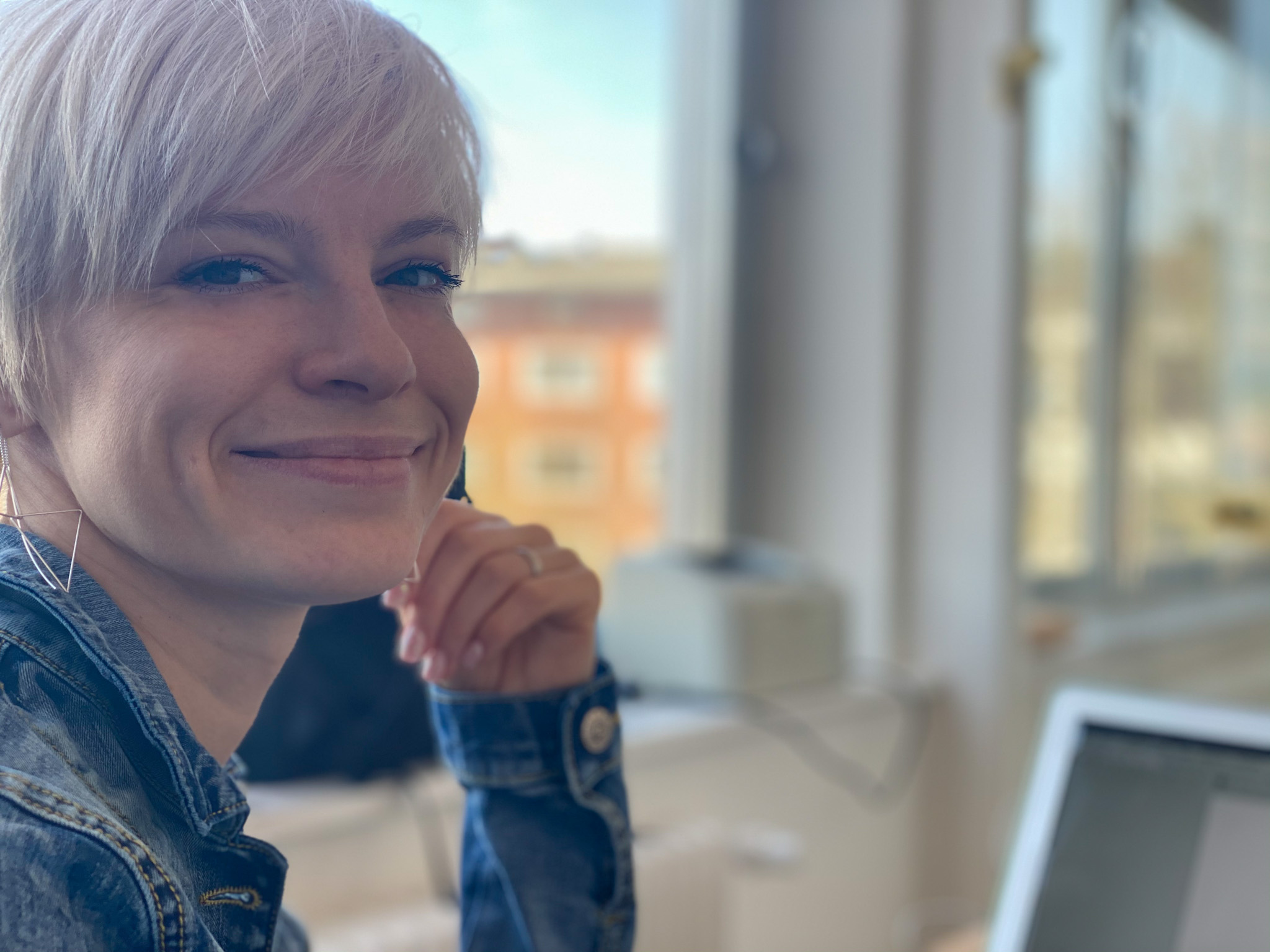
Olga Petersen (2020)

Olga Petersen (* 12. September 1982 in Omsk, Sowjetunion) ist eine ehemalige deutsche Politikerin (bis 2025 AfD). Zwischen 2020 und 2024 war sie Mitglied der Hamburger Bürgerschaft; ab Mai 2024 als fraktionslose Abgeordnete. Im Juni 2024 wanderte Petersen mit ihren Kindern in die Russische Föderation aus und stellte sich dort der staatlichen Propaganda zur Verfügung.

## Leben
Olga Petersen wurde 1982 in der sibirischen Stadt Omsk in eine russlanddeutsche Familie geboren. Im Alter von 16 Jahren siedelte sie mit ihrer Familie nach Hamburg über. Petersen absolvierte eine Ausbildung zur medizinischen Fachangestellten. Petersen ist geschieden und hat vier Kinder.

## Politik
Petersen war bis Ende 2021 Beisitzerin im Landesvorstand der AfD Hamburg und stellvertretende Vorsitzende im Bezirksvorstand Harburg. Bei der Bürgerschaftswahl in Hamburg 2020 wurde Petersen mit 4018 Stimmen zum Mitglied der Bürgerschaft gewählt. Im Mai 2024 schloss die AfD-Bürgerschaftsfraktion Petersen aus, nachdem sie die Präsidentschaftswahl in Russland 2024 als frei und fair bezeichnet hatte. Ein Parteiausschlussverfahren endete im Mai 2025 mit dem Ausschluss. Bei den Hamburger Bezirksversammlungswahlen 2024 am 9. Juni 2024 wurde Petersen mit 3.460 Stimmen im Wahlkreis 7-07 Hausbruch in die Bezirksversammlung Hamburg-Harburg gewählt.
Petersen wendet sich gegen schulische Umwelterziehung, die ihrer Meinung nach den Diesel als schlecht darstelle, gegen Ernährungserziehung, die ihrer Darstellung zufolge mit einer Liste erlaubter Brotbeläge arbeite, und gegen eine in ihren Augen verfrühte Sexualerziehung in der Schule. Sie lehnt „linke Genderpolitik“ ab und hält die Migration von Fachärzten für keine geeignete Lösung, um den Ärztemangel in Deutschland zu beheben. Impfpflichten hält sie für eine Entmündigung der Bürger. Sie tritt dafür ein, freiberufliche Hebammen finanziell zu entlasten.
2021 wurde Petersen dem rechtsextremen Flügel innerhalb der AfD zugerechnet.
Im Juni 2022 gründete Petersen gemeinsam mit aktiven und ehemaligen AfD-Bundestagsabgeordneten in Chemnitz die „Vereinigung zur Abwehr der Diskriminierung und der Ausgrenzung Russlanddeutscher sowie russischsprachiger Mitbürger in Deutschland“ (Vadar e.V.). Zu den Gründungsmitgliedern von Vadar gehören laut Vereinsregister der stellvertretende AfD-Bundesschatzmeister Harald Weyel, der AfD-Bundestagsabgeordnete Eugen Schmidt, der ehemalige Bundestagsabgeordnete Ulrich Oehme sowie Wladimir Sergijenko und Gunnar Lindemann. Der Verein finanzierte laut eigenen Angaben die rechtliche Vertretung der pro-russischen Influencerin Alina Lipp und wendet sich gegen das deutsche Verbot des Z-Symbols. Der Verein leugnet auf Telegram die von russischer Seite begangenen Kriegsverbrechen im Russisch-Ukrainischen Krieg.
Laut einer Recherche von Correctiv teilte Petersen im September 2022 einen Artikel auf Facebook, der zu einer russischen Desinformationskampagne gehörte, laut dem angeblich Waffen, die für die Ukraine bestimmt waren, in Deutschland auf dem Schwarzmarkt gelandet seien.

## Auswanderung nach Russland
Presseberichten zufolge soll Olga Petersen im Juni 2024 nach Russland emigriert sein. Trotz ihres Aufenthalts im Ausland bezog sie weiterhin Diäten, auf die sie dort keinen Anspruch hatte. Sie behauptete, nach Russland geflohen zu sein. Grund für die „Flucht“ sei gewesen, dass das Hamburger Jugendamt ihr angeblich die Kinder habe wegnehmen wollen. An Sitzungen der Bürgerschaft und der Bezirksversammlung nahm sie seitdem nicht mehr teil. Die Meldebehörde konnte ihren Aufenthalt nicht ermitteln und meldete sie zum 1. September 2024 nach unbekannt ab. Am 18. Dezember 2024 entzog die Bürgerschaft ihr einstimmig die Mandate in Bürgerschaft und Bezirksversammlung, da nach der geltenden Rechtslage in Hamburg nur Personen wählbar sind, die auch in Hamburg ihren Wohnsitz haben. Nach der Verfassung der Freien und Hansestadt verlieren Mitglieder der Bürgerschaft ihr Mandat, wenn die Wählbarkeitsvoraussetzung entfallen ist. In die Bürgerschaft rückte Claus Schülke nach.
Seit Anfang 2025 erstellt sie pro-russische Videos aus Frontnähe für verschiedene soziale Medien. Sie gab an, keinen festen Wohnsitz In Russland zu haben und dass sie dort als „Deutschlandexpertin“ Vorträge halte. Sie kündigte ihre Rückkehr nach Deutschland an und habe vor, zwischen beiden Ländern zu pendeln. Ihre Kinder würden online unterrichtet. Als Grund für ihre damalige Ausreise nannte sie die Angst, das Jugendamt könnte ihr die Kinder fortnehmen und bestätigte damit entsprechende Medienberichte. Zeitweilig war das Jugendamt mit ihr und ihren Kindern befasst, was sie als „bizarr“ bewertete.